# محمد بن حمد بن عبد الله آل ثاني
محمد بن حمد بن عبد الله بن جاسم آل ثاني (1929 -2023)، هو نجل الشيخ حمد بن عبد الله آل ثاني، وشقيق أمير قطر السابق الشيخ خليفة بن حمد آل ثاني.
عمل سفيرًا لقطر لدى لبنان من عام 1973 إلى عام 1977، وعُيّن وزيرًا للتربية والتعليم من عام 1978 إلى عام 1989، ووزير دولة للشؤون الاجتماعية من عام 1989 إلى عام 1995، كما عُيّن سفيراً غير مقيم في كل من جمهورية تركيا والجمهورية السورية، كما قام بإنشاء البنك الأهلي القطري مع عدد من رجال الأعمال.
بعد انقلاب عام 1995 في قطر، سافر مع أخيه الأمير السابق خليفة وأقام معه في منفاه حتى تمت المصالحة وعاد إلى قطر عام 2001.
يُعد الشيخ محمد من كبار أسرة آل ثاني وكان يترأس مجلس إدارة شركة محمد بن حمد القابضة التي تضم تحت جناحيها شركات عدة في مختلف المجالات حتى وفاته.

## أبناؤه
- الشيخ حمد.
- الشيخ عبد العزيز.
- الشيخ جاسم (نائب رئيس مجلس إدارة شركة محمد بن حمد القابضة منذ عام 2015 وعضو مجلس إدارة البنك الأهلي القطري[4]، متخرج من جامعة بليماوث بالمملكة المتحدة، ويحمل شهادة البكالوريوس في إدارة الأعمال[1]) .
- الشيخة مريم (زوجة أمير قطر الشيخ حمد بن خليفة آل ثاني).
- الشيخة الدكتورة غالية (وزيرة الصحة العامة السابقة وعضو مجلس إدارة المجلس الأعلى للصحة القطري [5] وعضو سابق في لجنة حقوق الطفل بالأمم المتحدة لثلاث دورات متتالية منذ 26 فبراير 2001 حتى استقالتها في 17 سبتمبر 2007[6] ).[7]
- الشيخة شيخة.
- الشيخة لبنى (توفيت في 8 أبريل 2009[8]).
- الشيخة نورة.
- الشيخة عائشة. (توفيت بعام 2014).
- الشيخة آمنة.

## وفاته
توفي الشيخ محمد بن حمد بن عبد الله آل ثاني صباح يوم الجمعة 3 محرم 1445هـ الموافق لـ 21 يوليو 2023م، وقد نعاه الديوان الأميري في قطر ببيان رسمي.